# 중화민국 총통부
중화민국 총통부(중국어 정체자: 中華民國總統府, 병음: Zǒngtǒngfǔ, 백화자: Chóng-thóng-hú)는 중화민국 타이베이시에 있는 총통의 관저이다.
현재 사용하고 있는 총통부 건물은 1919년에 타이완 총독부로 쓰기 위해 일본 제국이 지었던 건물이다. 제2차 세계 대전때 미군의 공습에 의해 건물의 내부가 많이 타버려, 일하고 있던 직원들이 거의 다 죽거나 다치고, 건물도 크게 파손되었다.
제2차 세계 대전에 패한 일본이 물러간 후, 총독부 건물은 중화민국 소유가 되었다. 그 후 장개석 총통 출생 60주년을 기려 건물 이름을 개수관 이라고 고쳤다. 1949년에 국공내전에서 패배한 중화민국 정부가 중국 대륙에서 타이완으로 이동한 이후부터 현재까지 총통의 관저로 활용하고 있다. 과거에는 중화인민공화국 국민들의 관람이 금지되었지만 마잉주 총통 체제 이후 중국 대륙에서 온 관광객들도 관람할 수 있다.

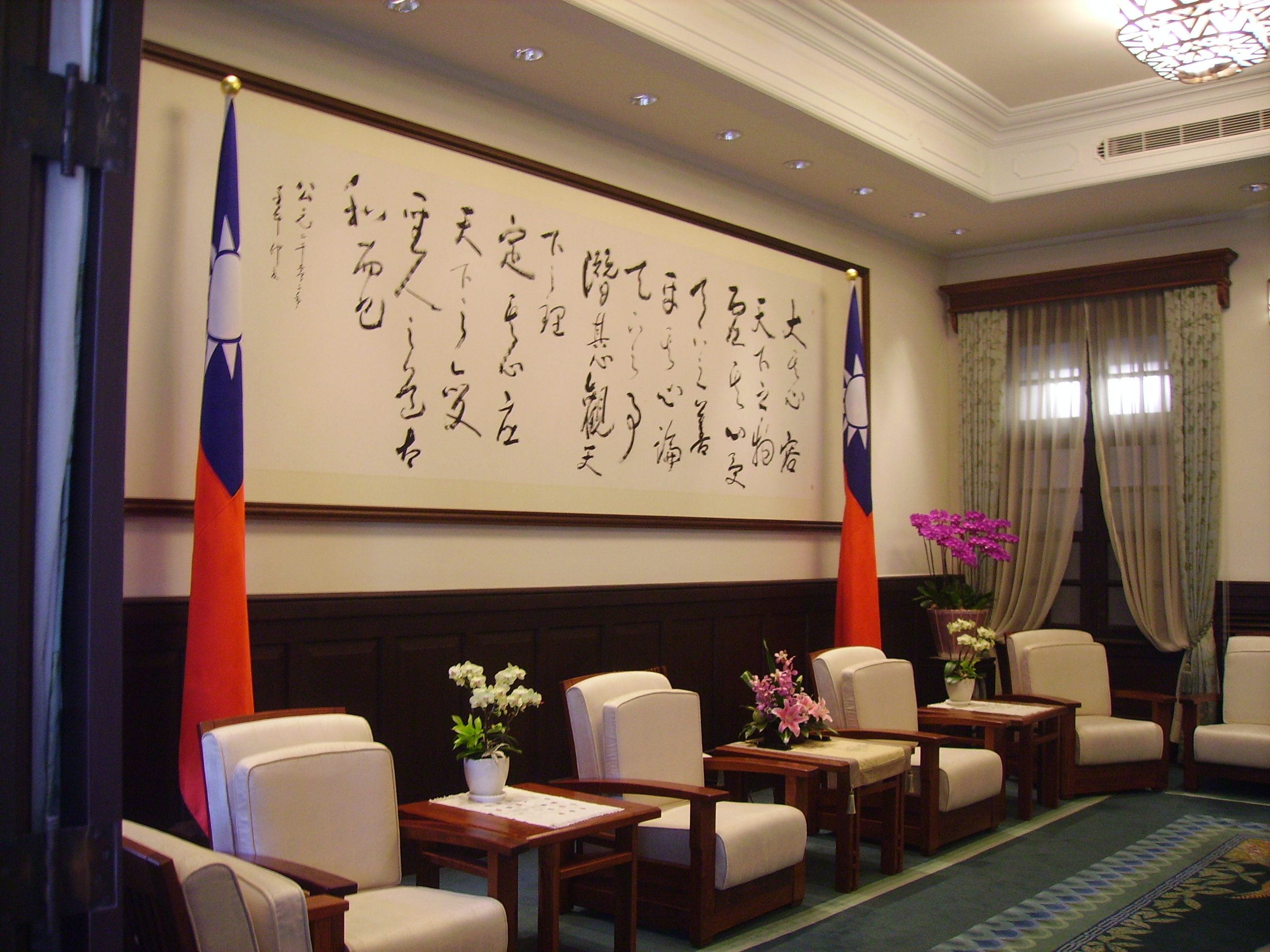
총통부 내부 모습

평일 오전 9시에서 12시까지 3일 전까지 예약하면 무료로 총통부 건물 내부를 관람할 수 있으며 매달 1회씩 예약 없이 총통부를 관람할 수 있다. 관람 일정은 총통부 공식 홈페이지를 통해 확인할 수 있다.

## 조직
- 중화민국 총통부비서장 (1명)
- 부비서장 (2명)
  - 제1국：총통의 법률 공포, 국가 기관, 군 등과 관련된 업무를 실시한다.
  - 제2국：훈장이나 국새의 관리, 공보의 발행등을 실시한다.
  - 제3국：식전등의 행사나 건물, 차 등의 관리 업무를 담당한다.
  - 기요실：총통부의 기록 업무를 담당한다.
  - 시위실：총통부 경비를 담당한다. 군인으로 구성되어 있다.
  - 공공 사무실：홍보 업무를 담당한다.
  - 인사처
- 전략고문
- 국정고문
- 산하기관
  - 중앙연구원
  - 국사관

## 같이 보기
- 중화민국의 총통
- 중화민국의 부총통
- 난징 총통부, 중화민국의 이전 총통부
- 타이완 총독부, 총통부의 역사
- 카이다거란대도